# Garacharma
Garacharma là một thị trấn thống kê (census town) của huyện South Andaman thuộc bang Quần đảo Andaman và Nicobar, Ấn Độ.

## Nhân khẩu
Theo điều tra dân số năm 2001 của Ấn Độ, Garacharma có dân số 9431 người. Phái nam chiếm 53% tổng số dân và phái nữ chiếm 47%. Garacharma có tỷ lệ 74% biết đọc biết viết, cao hơn tỷ lệ trung bình toàn quốc là 59,5%: tỷ lệ cho phái nam là 78%, và tỷ lệ cho phái nữ là 69%. Tại Garacharma, 12% dân số nhỏ hơn 6 tuổi.